# Cianopramina
A cianopramina (DCI) (nome de código de desenvolvimento Ro 11-2465), também conhecida como 3-cianoimipramina, é um antidepressivo tricíclico relacionado à imipramina que atua como um inibidor da recaptação de serotonina e um antagonista fraco do receptor de serotonina. Foi investigado para o tratamento da depressão, mas nunca foi comercializado.